# Seahaven (groupe)
 (octobre 2020).
Seahaven est un groupe américain originaire de Torrance, en Californie.

## Biographie
Le groupe s'est formé en 2009. Seahaven a sorti deux albums et deux EP. Leur premier album complet Winter Forever est dévoilé en 2011. Trois ans plus tard, ils sortent leur deuxième album, Reverie Lagoon: Music For Escapism Only . L'album a reçu des critiques généralement positives, obtenant quatre étoiles sur cinq par Alter the Press et New Noise Magazine,.
Le troisième album Halo of Hurt est sorti le novembre 2020,.
Le 16 juin 2016, Seahaven sort le single "Find A Way". Durant la première semaine, 50% des revenus provenant des ventes seront reversé en faveur des victimes de la fusillade d'Orlando,.
Le 17 avril 2018, Kyle Soto sort un ep avec son nouveau projet, «Welcome Cafe».
Le 2 août 2018, Seahaven a annoncé qu'il soutiendrait Man Overboard lors de sa tournée de 10 ans.
Seahaven a joué un spectacle à Los Angeles le 26 décembre 2018, mettant fin aux rumeurs selon lesquelles le groupe se serait séparé.
Le 6 octobre 2020, ils sortent leur premier single "Moon", extrait du nouvel album "Halo of Hurt", sorti le 20 novembre 2020 sous le label Pure Noise Records.

## Membres
Membres actuels
- Kyle Soto - chant, guitare[8] ;
- Cody Christian - guitare ;
- Mike DeBartolo - basse, chant, piano ;
- Eric Findlay - batterie, basse sur Ghost.

Anciens membres
- Michael Craver - guitariste
- James Phillips - batterie, chant
- Hunter Babcock
- Joseph "Pepe" Luttrell - guitariste

## Discographie
Albums studio
- Winter Forever (2011)
- Reverie Lagoon: Music for Escapism Only (2014)[9],[10]
- Halo of Hurt (2020)[3]

EP
- Ghost/Acoustic (2010)
- Acoustic Sessions (2011)

Single
- Silhouette (Latin Skin) (2014)
- Find A Way (2016)
- Moon (2020)